# Ned Bellamy
Pour les articles homonymes, voir Bellamy.
Ned Bellamy, né le 7 mai 1957 à Dayton, est un acteur américain.

## Biographie
Il sort diplômé d'UCLA et fonde la compagnie de théâtre The Actors' Gang avec Tim Robbins. Il est apparu, souvent dans des rôles secondaires, dans de nombreux films ou épisodes de séries télévisées américaines depuis le début des années 1980.

## Filmographie sélective
- 1983 : Hooker (saison 3, épisode 6) : Carl Buddinger
- 1984 : Shérif, fais-moi peur (saison 6, épisode 15) : Hoby
- 1986 : MacGyver (saison 1, épisode 18) : Larkin
- 1986 : Les Enquêtes de Remington Steele (saison 4, épisode 19) : Ernie
- 1987 : 21 Jump Street (saison 1, épisode 9) : Tony Riordan
- 1988 : MacGyver (saison 3, épisode 15) : Remick
- 1988 : Côte Ouest (saison 10, épisodes 4 et 5) : Vincent Donnely
- 1992 : House 4 de Lewis Abernathy : Lee
- 1992 : Universal Soldier de Roland Emmerich : Agent du FBI
- 1992 : Bob Roberts de Tim Robbins : Uzi Kornhauser
- 1993 : Arabesque (saison 9, épisode 21) : Capt. Elgin Meyers
- 1993 : Carnosaur de Darren Moloney : Fallon
- 1994 : Les Évadés de Frank Darabont : Youngblood
- 1994 : Ed Wood : Tom Mason
- 1994 : Cobb de Ron Shelton : Ray
- 1996 : Seinfeld (saison 8, épisode 6) : Eddie
- 1997 : Les Ailes de l'enfer de Simon West : pilote d'hélicoptère
- 1999 : Jack Bull : Kermit Dover
- 1999 : Mystery Men de Kinka Usher : Funk
- 1999 : Dans la peau de John Malkovich de Spike Jonze : Derek Mantini
- 1999 : La Nuit des chauves-souris de Louis Morneau : Major Reid
- 2000 : Cybertraque de Joe Chappelle : Tom Fiori
- 2000 : Charlie et ses drôles de dames de McG : le directeur de Red Star Systems
- 2001 : Antitrust de Peter Howitt : Phil Grimes
- 2003 : Le Maître du jeu (Runaway Jury) de Gary Fleder : Jerome
- 2004 : Saw de James Wan : Jeff Ridenhour
- 2004 et 2007 : Scrubs (2 épisodes) : Dr Green
- 2004 : Les Experts : Miami (saison 2, épisode 22) : Rick Bingham
- 2004 : New York, unité spéciale (saison 6, épisode 1) : Peter Carson
- 2004 : Wake Up, Ron Burgundy: The Lost Movie d'Adam McKay : Mr. Jake
- 2005 : Les Seigneurs de Dogtown de Catherine Hardwicke : Peter Darling
- 2005 : Faux Amis d'Harold Ramis : Sidney
- 2005 : The Closer : L.A. enquêtes prioritaires :  Mr. Schiller (Saison 1 épisode 5)
- 2006 : Le Contrat de Bruce Beresford : Evans
- 2006-2007 : The Unit : Commando d'élite (3 épisodes) : Lewis
- 2006 : Boston Justice (saison 3, épisode 7) : Harold Pines
- 2007 : Jericho (saison 1, épisodes 19 et 20) : l'adjoint Perkins
- 2007 : Wind Chill de Gregory Jacobs : le conducteur du chasse-neige
- 2008 : War, Inc. de Joshua Seftel : Ooq-Yu-Fay Taqnufmini/Zubleh
- 2008 : Twilight, chapitre I : Fascination de Catherine Hardwicke : Waylon Forge
- 2008-2009 : Terminator : Les Chroniques de Sarah Connor (3 épisodes) : Ed Winston
- 2011 : Castle (saison 3, épisode 14) : Logan Meech
- 2011-2013 : Treme (5 épisodes) : Vincent Abreu
- 2012 : The Paperboy de Lee Daniels : Tyree van Wetter
- 2012 : Possédée d'Ole Bornedal : Trevor
- 2012 : Django Unchained de Quentin Tarantino : Wilson
- 2013 : Under the Dome (4 épisodes) : Révérend Lester Coggins
- 2013 : Justified (3 épisodes) : Gerald Johns
- 2014 : Resurrection (3 épisodes) : Samuel Catlin
- 2015 : Dragon Blade : Octavius
- 2022 : Père Stu : un héros pas comme les autres (Father Stu) de Rosalind Ross : Dr Novack